# AGM
AGM je nakladnička kuća iz Zagreba osnovana 1967. godine pod nazivom Centar za kulturnu djelatnost omladine.
Uz nakladničku djelatnost, AGM ima i dvije galerije koje su otvorene ne samo afirmiranim umjetnicima nego i onima koji tek traže svoje mjesto na hrvatskoj likovnoj sceni.

## Djelatnosti AGM-a
Djelatnost AGM-a je nakladnička i galerijsko-izložbena djelatnost. Višedesetljetno iskustvo u nakladničkoj djelatnosti temelj je rada. Danas dvadesetak specijaliziranih biblioteka predstavlja osnovu nakladničkog programa AGM-a. One obuhvaćaju, kako izdanja koja se bave humanističkim znanostima, tako i beletristiku, publicistiku, raskošne monografije, književna djela za djecu i mlade i slično. Ove knjige, kao i izdanja drugih hrvatskih nakladnika, mogu se nabaviti u AGM-ovim prodajnim mjestima: knjižara AGM Teslina 7, knjižara i papirnica Importanne, Trg A. Starčevića bb i u AGM-ovoj web-knjižari. Uz nakladničku djelatnost, važnu ulogu u kulturnom životu grada imaju i dvije AGM-ove galerije, Art Point Centar u Gundulićevoj 21, te Galerija Nova u Teslinoj 7, koje su otvorene ne samo afirmiranim umjetnicima nego i onima koji tek traže svoje mjesto na hrvatskoj likovnoj sceni. Art Point Centar svima onima koji se bave likovnom umjetnošću nudi sav potreban materijal, od kistova, umjetničkog pribora i platna, do boja i vrhunskog papira.

## Povijest
Tvrtka je utemeljena 1967. godine kao Centar za kulturnu djelatnost omladine, s nakanom da se bavi prvenstveno glazbeno-scenskim djelatnostima. Godine 1987. CKD postaje sastavnim dijelom Omladinskoga kulturnog centra (OKC), u okviru kojega se pored Zagrebačkog kazališta mladih osnivaju Radio 101 i OTV. Devedesetih se godina, pretvorbom, OKC polako gasi. Iz njega najprije izlazi Radio 101, potom OTV, a zatim Zagrebačko kazalište mladih. CKD se pretvara u AGM, javno poduzeće za kulturno-umjetničke, nakladničke i informativne djelatnosti. Početkom siječnja 2007. postaje podružnicom u sastavu Zagrebačkog holdinga, a početkom studenog 2013. godine se izdvaja te postaje AGM d.o.o. za izdavaštvo i usluge.

## Projekti
U poslovanju AGM svaki novi naslov je novi projekt. Svaki naslov ulazi u specijaliziranu biblioteku, a trenutačno ima više od dvadeset specijaliziranih biblioteka u vrlo širokom spektru područja u koje ulaze dječja izdanja, zatim beletristička izdanja, priručnici, publicistika, povijesna izdanja te biblioteke humanističkih djelatnosti.
Neke od najpoznatijih biblioteka su: Stari gradovi (najpoznatiji naslov i brand AGM-a,  knjiga Stari Zagreb od vugla do vugla), biblioteka 100 najljepših priča iz povijesti kultura na tlu Hrvatske, biblioteka Obelisk (objavljuju se teme na rubu znanosti, a uređuje je Krešimir Mišak), biblioteke Meta i Sintagma (objavljuju se naslovi s područja filozofije i sociologije), biblioteka Roman (objavljuju se domaći i strani pisci), biblioteka Hrvatska bilježnica (hrvatski pisci poezije i proze), biblioteka Filter (domaća poezija, biblioteka Monografije (u kojem izdajemo hrvatske umjetnike) te biblioteka Posebna izdanja.
Od najnovije pokrenutih biblioteka izdvajaju se: biblioteka Res gestae (publicistička i povijesna izdanja domaćih autora s temama iz hrvatske povijesti u kojem se posebno ističe naslov A.G.Matoš – pod Starčevićevim barjakom, zatim Hrvatski nogomet u doba cara, kralja, poglavnika i maršala te Hrvatski pokret otpora), zatim Biblioteka Ducunt fata (napokon preveden Oswald Spengler), biblioteka Hrvatska iseljenička knjiga (preveden Luka Brajnović Oproštaji i susreti-sjećanja iz rata i izgnanstva).

## Biblioteke
- 100 najljepših priča iz povijesti kultura na tlu Hrvatske
- AGM Junior
- Antropozofija
- Autobiografija
- Azbest
- Ducunt fata
- Filter
- Flannery O'Connor
- Hrvatska bilježnica
- Hrvatska iseljenička knjiga
- Hrvatski identitet
- Jako dobra knjiga
- Memorija i grad
- Meta
- Monografije
- Obelisk
- Plan
- Posebno izdanje
- Povjesnica
- Priručnici
- Prolog
- Rediviva
- Res Gestae
- Roman
- Sintagma
- Stari hrvatski gradovi
- Svjedoci vremena
- Textura Croatica
- Tragom struke
- Vocabula